# Abolizione della schiavitù (Meirelles)
Abolizione della schiavitù (Abolição da Escravatura) è un dipinto a olio su tela dell'artista brasiliano Victor Meirelles, realizzato nel 1888. Oggi l'opera è conservata nella collezione Brasiliana Itaú dell'istituto Itaú Cultural a San Paolo del Brasile.

## Descrizione
Il dipinto rappresenta simbolicamente il momento esatto dell'abolizione della schiavitù in Brasile, con al centro la principessa Isabella, firmataria della legge Aurea del 1888. L'opera è quindi contemporanea agli eventi raffigurati. Attorno a lei sono presenti la famiglia imperiale brasiliana e vari personaggi. Si notò come nella tela non fossero presenti degli schiavi, evidenziando la versione secondo la quale l'abolizionismo brasiliano fu un processo politico graduale e promosso dalla famiglia imperiale. La scena mantiene i personaggi sullo stesso piano e fa prevalere l'emozione del momento, soprattutto nei manifestanti in fondo al pubblico.